# جغرافيا زراعية

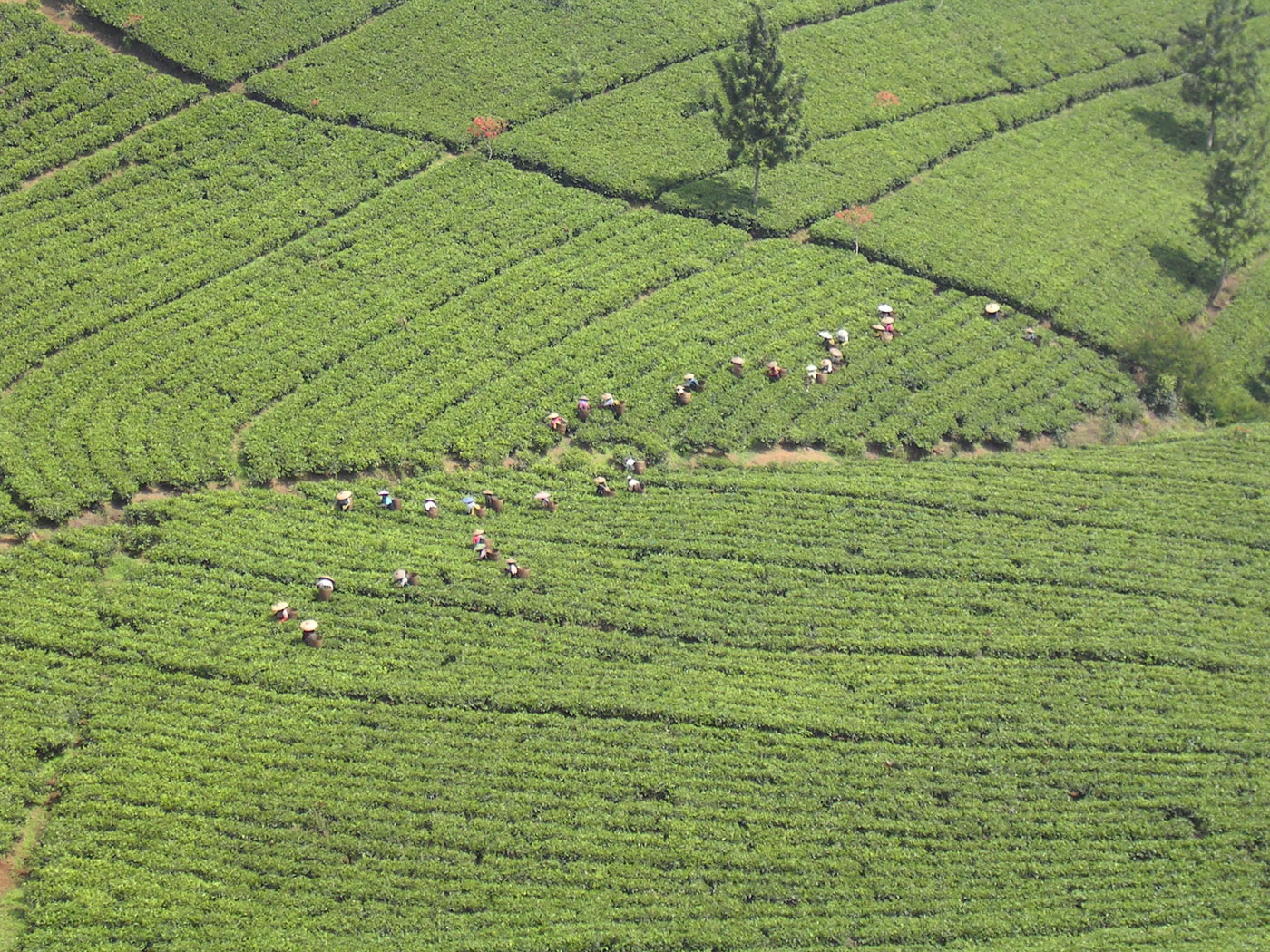
زراعة شاي في جاوا، أندونيسيا.

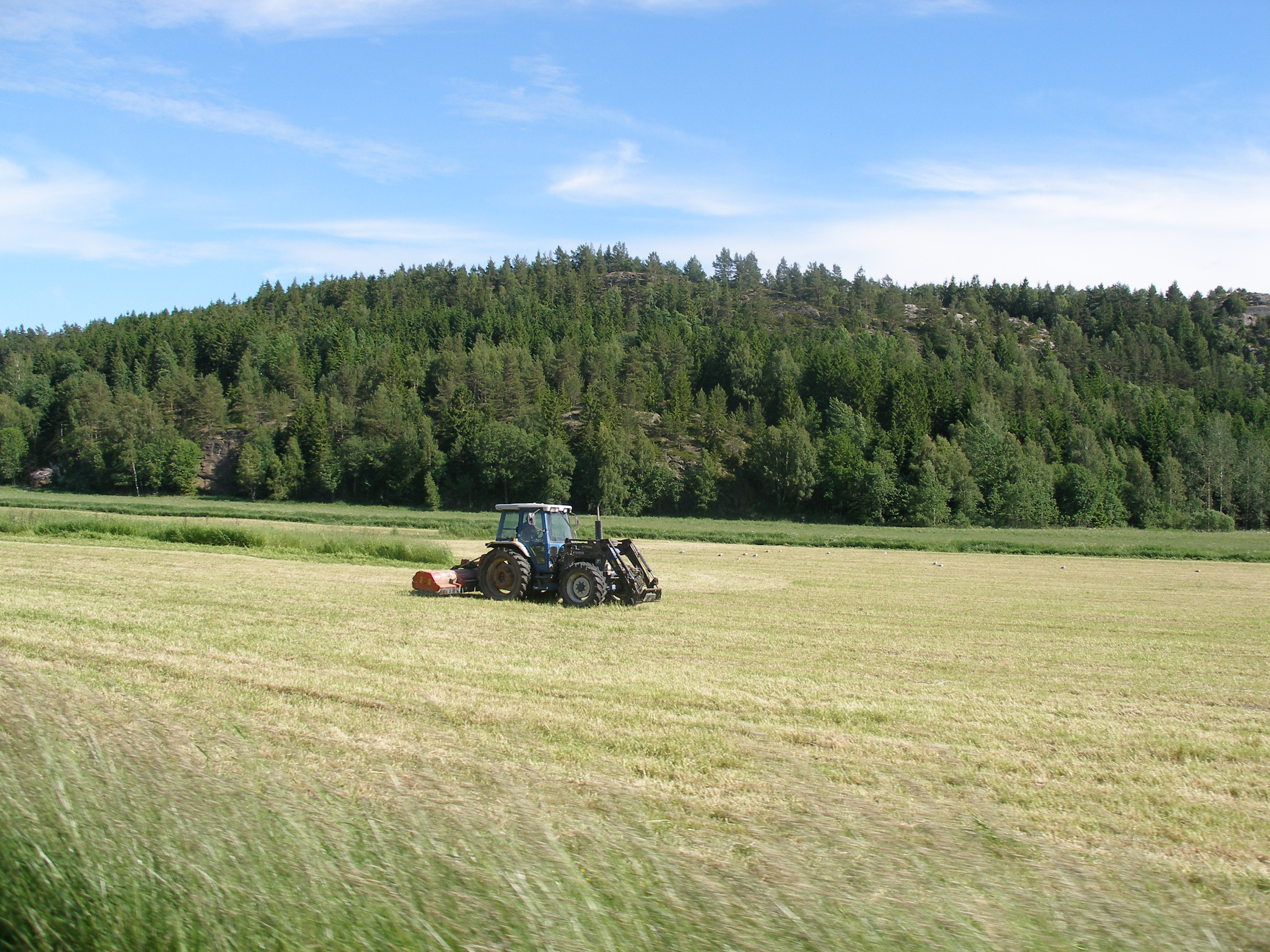
الزراعة باستخدام جرار في السويد.

الجغرافيا الزراعية أحد فروع الجغرافيا الاقتصاديّة، حيث كانت الزراعة أول نشاط اقتصادي عمل به الإنسان، كما كانت دافعاً رئيسياً لاستقراره ونشوء حضارته. ويُمكننا تعريف الجغرافيا الزراعية (بالإنجليزية: Agricultural Geography)‏ بأنّها زراعة الحقل ورعايته، كما عرّفها الجغرافيّون بأنّها الفرع الجغرافي الذي يهتم بدراسة الظروف الجغرافيّة التي تؤثّر في توزيع النشاط الزراعي على الأرض، بالإضافة إلى تحليل التغيّرات المساحية فيها. كما تهتم الجغرافيا الزراعية بالمعلومات الجغرافية التي تتعلق بظروف البيئة، وربطها بالملامح البشرية من ناحية وبأساليب الإنتاج من ناحية أخرى، ويتم استغلال هذه المعلومات بمعالجة موضوعاتها التي تتمثل في توزيع، وتحليل، ووصف الأنشطة الاقتصاديّة التي تتعلق بإنتاج، وتبادل، واستهلاك الثروات الزراعيّة 

## نبذة تاريخية
اهتمّ الإنسان بالجغرافيا الزراعية منذ القدم، حيث ما كان يكتبه قدماء المؤرّخين والفلاسفة من موضوعات تخص الزراعة هي الآن من صميم اختصاص الجغرافيا الزراعيّة في وقتنا الحالي، فهذا الاهتمام مرجعه أنّ أغلبية البشر على مرّ العصور كانوا يعملون في مجال الزراعة. ولو أعدنا النظر للحضارات القديمة، فسنجد أنّ معظمها حضارات زراعيّة، مثل حضارة ما بين الرافدين، وحضارة قدامى المصريين، حيث اعتمد المصريون القدماء على نهرالنيل في ريّ محاصيلهم الزراعيّة، كما اخترعوا طريقة الشادوف في ري المحاصيل، ثم استخدموا الثيران في عمليّة جر المحاريث لحراثة الأرض، ونظراً لأهميّة الزراعة في حياة المصريين فقد قاموا بتقسيم أيّام العام حسب الجغرافيا الزراعيّة لبلادهم 

## الانماط الرئيسية للزراعة
- زراعة كثيفة: يوجد هذا النمط في المناطق المزدحمة بالسكان، وذلك باستغلال أكبر قدر ممكن من المساحات الزراعيّة لزراعتها، ومن الأمثلة على هذا النمط: مصر، وجنوب وشرق آسيا، وأثيوبيا.[4]
- زراعة واسعة: توجد هذه الزراعة في المناطق السهلية مثل الولايات الأمريكية، والبرازيل، وكندا، حيث تتوفر في هذه الدول مساحات كبيرة من الأراضي الزراعية عالية الخصوبة، والتي يقل فيها الضغط السكاني، وما يُميّز هذا النمط الاعتماد على زراعة محصول واحد، مثل: الذرة والقمح.[5]
- زراعة الحبوب لغايات التجارة: هي صورة من صور الزراعة الواسعة وتكون مختصّة في زراعة وإنتاج الحبوب فقط لتغطية الأسواق المحلية والعالمية، وينتشر هذا النمط في كل من الولايات المتحدة وكندا.[6]
- زراعة لغايات إنتاج الألبان: حيث يخصص بزراعة مساحات واسعة من محاصيل العلف اللازمة لتغذية المواشي المخصصة لإنتاج الألبان، وتنتشّر في كل من: لتوانيا، وفنلندا، وأستونيا.[7]
- زراعة البحر المتوسط: يوجد هذا النمط في الأراضي التي تحيط بالبحر المتوسط أو المناطق التي يسود فيها مناخ البحر المتوسط، ومن المحاصيل التي تُزرع: الزيتون، والخضار بأنواعها، وأشجار النخيل.[8]

## انظر ايضاً
- جغرافيا مصر
- زراعة مستدامة
- جغرافيا الجريمة
- اشجار الصنوبر
- جغرافيا ثقافية
- جغرافيا متكاملة
- جغرافيا نقدية